# Валентини, Георг Вильгельм
Георг-Вильгельм Валентини (нем. Georg Wilhelm Freiherr von Valentini; 1775—1834) — прусский военачальник, генерал-лейтенант. Автор ряда книг на военную тему.

## Биография
Георг Вильгельм Валентини родился в 1775 году в семье военного. Воспитывался в кадетском доме в городе Берлине. Начал военную службу в 1792 году подпоручиком.
В чине лейтенанта в походе на Рейн, при Ландау был ранен. В 1809 году, с началом войны Австрии с Наполеоном, перешёл на австрийскую службу и участвовал в сражениях при Асперне и Ваграме. В 1810 году Валентини поступил на русскую службу, принял участие в войне с Турцией и за боевые отличия в Батинском сражении, а также при взятии Рущука — был произведен в подполковники.
В военную кампанию 1813–1815 годов был генерал-квартирмейстером и начальником штаба в корпусах Йорка и Бюлова. Произведенный в 1816 году в генерал-майоры, был назначен комендантом крепости Глогау.
Участник военных кампаний:
- 1793/94 — блокада Ландау, сражение при Вайсенфельсе;
- 1806 — битва при Йене и сражение при Любеке;
- 1809 — битва при Асперне и при Ваграме, при Зноймо (на австрийской военной службе, адъютант Принца Оранского);
- 1810/11 — войне против Турции (на русской военной службе, вернулся на прусскую службу в феврале 1812 года);
- 1813/15 — сражения при Грос-Горшене, Бауцене, Качава, Лейпциге, Белле-Альянс.

После 1828 года Валентини был начальником военно-учебных заведений Пруссии.
Умер 6 августа 1834 года в Берлине.

## Награды
- Награждён орденом Св. Георгия 3-й степени (№ 391, 25 января 1817).
- 10 ноября 1821 года указом № 31 короля Виллема I был пожалован в командоры Военного ордена Вильгельма.
- Также награждён наградами Пруссии, в числе которых ордена «Pour le Merite» (3 декабря 1813 года).